# ARK (groupe)
Pour les articles homonymes, voir ARK.
ARK est un groupe de metal progressif norvégien, originaire de Toten. Il est formé en 1990 par John Macaluso, Tore Øtsby et Jørn Lande. Leur style musical s'apparente plus à du rock progressif toutefois moins poussé que la plupart des artistes de ce style. En tournée, ils s'entourent de Randy Coven et Mats Olausson. Ces musiciens ont presque tous joué avec le fameux guitariste suédois Yngwie Malmsteen. Le groupe n'existe actuellement plus, le chanteur Jørn Lande ayant fait un détour sur Beyond Twilight avant de rejoindre, entre autres, Masterplan.

## Biographie
ARK est formé en 1990. Cette idée vient de deux amis, John Macaluso, batteur du groupe TNT, et Tore Østby, guitariste de Conception, groupe dans lequel officiait Roy Khan, l’ancien chanteur de Kamelot. Les deux groupes répétaient dans le même local à Toten, en Norvège. Après le départ de John Macaluso en 1992 de TNT les deux musiciens décident de monter un projet. Après de dures investigations ils trouvèrent leur chanteur en la personne de Jørn Lande qui à l'époque chantait dans The Snakes (avec Bernie Marsden et Micky Moody). Les membres venant de groupes jouant du hard rock commercial voulaient créer quelque chose en tout point différent. Leur premier album sort en 1999, et reçoit un accueil positif des journalistes du monde entier. L'album est très varié et se nomme ARK, sur celui-ci les musiciens ont fait fusionner leurs influences. La production est de John Macaluso.
Le groupe sort en 2001 Burn the Sun, enregistré aux Area 51 Studios et produit par Tommy Newton. Cet album est un important pas en avant pour le groupe. Le groupe accueille deux nouveaux membres, le bassiste Randy Coven (Steve Vai, Steve Morse) et le clavier Mats Olausson (Yngwie Malmsteen). L'album est plus direct que le précédent et correspond mieux à la personnalité des musiciens ainsi qu'à leur état d'esprit.
L'album contient diverses influences, notamment des années 1970, tout en conservant un son moderne. L’album sonne définitivement prog même s’il demeure moins complexe que son prédécesseur. Le groupe tourne en Europe en 2001, avec un petit incident, quatre dates françaises sont malheureusement annulées. Après la séparation du groupe en 2003, chacun fait son chemin de son côté, Jørn est parti dans Masterplan, Randy participe à différents projets comme MCM, en compagnie de John Macaluso, qui sort l'album Ritual Factory en 2004. John tourne avec James LaBrie, et participe à Starbreaker qui sort un album en 2005. Il sort également un album solo The Radio Waves Goodbye sous le nom John Macaluso and Union Radio en 2007. Mats Olausson participera à Evil Masquerade durant un temps.
Le groupe se reforme brièvement en 2009, jusqu'en 2011. Le 19 décembre 2015, Mats Olausson est retrouvé inanimé dans un hôtel à Rayong, en Thaïlande.

## Style musical
Le groupe emprunte des éléments de musique classique et de metal progressif. Les titres The Hunchback of Notre Dame, de l'album Ark, et Just a Little de l'album Burn the Sun utilisent des éléments de flamenco.